# 普魯士的瑪格達萊娜·西比勒
普魯士的瑪格達萊娜·西比勒（德語：Magdalena Sibylle von Preußen，1586年12月31日—1659年2月12日），薩克森選侯夫人，普魯士公爵阿爾布雷希特·腓特烈的女兒。英國維多利亞女王之母是其次女瑪麗亞·伊莉莎白的後代子孫之一。

## 家庭
1607年，瑪格達萊娜·西比勒和薩克森的約翰·格奧爾格結婚，兩人共有4子3女：
1. 索菲·埃萊奧諾雷（英语：Sophia Eleonore of Saxony）（1609年—1671年）
2. 瑪麗亞·伊莉莎白（1610年—1684年）
3. 約翰·格奧爾格（1613年—1680年）
4. 奧古斯特（1614年—1680年）
5. 克里斯蒂安（1615年—1691年）
6. 瑪格達萊娜·西比勒（英语：Magdalene Sibylle of Saxony）（1617年—1668年）
7. 莫里茲（1619年—1681年）